# Wilamowice (powiat cieszyński)

Nieoficjalny herb wsi Wilamowice

Wilamowice – wieś w Polsce położona w województwie śląskim, w powiecie cieszyńskim, w gminie Skoczów. Wieś leży w historycznych granicach regionu Śląska Cieszyńskiego. Powierzchnia sołectwa wynosi 278 ha, a liczba ludności 457, co daje gęstość zaludnienia równą 164,4 os./km².
| SIMC    | Nazwa     | Rodzaj    |
| ------- | --------- | --------- |
| 0067560 | Jankowice | część wsi |

## Geografia
Miejscowość położona jest na południowo-zachodnich stokach Górki Wilamowickiej (388 m n.p.m.) na Pogórzu Cieszyńskim. Od wschodu sąsiaduje ze Skoczowem, od południa z Międzyświeciem, od zachodu z Iskrzyczynem a od północy z Simoradzem.

## Historia
Pierwsza wzmianka pochodzi z 1331 roku. Wieś politycznie znajdowała się wówczas w granicach piastowskiego Księstwa Cieszyńskiego, będącego od 1327 lennem Królestwa Czech, a od 1526 roku w wyniku objęcia tronu czeskiego przez Habsburgów wraz z regionem aż do 1918 roku w monarchii Habsburgów (potocznie Austrii).
Już w połowie XV wieku wieś była własnością szlachecką. W 1559 Wilamowice wraz z Międzyświeciem zostały podarowane przez księcia Wacława III Adama Janowi zwanemu Skoczowskim, mieszczaninowi skoczowskiemu, w 1553 podniesionemu do stanu szlacheckiego. Wilamowice zostały jego nową siedzibą, a w latach 1565–1566 przebudował on miejscowy zameczek na dwór ziemiański. Po śmierci Jana w 1585 wilamowickie dobra odziedziczyli kolejno jego potomkowie, syn Wacław, wnuk Adam i prawnuk Wacław Jerzy. Wilamowice przestały być własnością tego rodu po tym jak praprawnuk Jana, Ludwik Maurycy, uciekając przed prześladowaniami religijnymi (był ewangelikiem) wyjechał do Brandenburgii uprzednio sprzedając w 1695 wieś. Następnymi właścicielami miejscowości byli Gureccy z Kornic, Larischowie z Lhoty i Radoccy z Radoczy. Ci ostatni odsprzedali wieś księciu Albertowi Sasko-Cieszyńskiemu w 1802 roku.
Według austriackiego spisu ludności z 1900 w 23 budynkach w Wilamowicach na obszarze 279 hektarów mieszkało 219 osób, co dawało gęstość zaludnienia równą 61,3 os./km². z tego 87 (39,7%) mieszkańców było katolikami, 128 (58,4%) ewangelikami a 4 (1,8%) wyznawcami judaizmu, 209 (95,4%) było polsko- a 10 (4,6%) niemieckojęzycznymi. Do 1910 roku liczba mieszkańców spadła do 178 osób, z czego 46 (25,8%) było katolikami, 130 (73%) ewangelikami a 2 (1,1%) żydami, 163 (91,6) polsko- a 15 (8,4%) niemieckojęzycznymi.
W latach 1975–1998 miejscowość należała administracyjnie do województwa bielskiego.